# Michala Møller
Michala Elsberg Møller (* 16. Februar 2000 in Aalborg, Dänemark) ist eine dänische Handballspielerin, die beim dänischen Erstligisten Team Esbjerg spielt.

## Karriere

### Im Verein
Møller spielte anfangs Handball in den Jugendabteilungen der Vereine AIK Vejgaard und EH Aalborg, die beide in ihrer Geburtsstadt ansässig sind. Im Jahr 2018 schloss sie sich Herning-Ikast Håndbold an. Dort gehörte sie in ihrer ersten Saison dem Kader der U-18-Mannschaft an. Ihren ersten Einsatz in der Erstligamannschaft von Herning-Ikast Håndbold absolvierte sie im August 2018. Ab dem Jahr 2019 gehörte Møller fest dem Profikader von Herning an. Im selben Jahr gewann sie den dänischen Pokal. Im Sommer 2021 wechselte Møller zum Ligakonkurrenten Team Esbjerg. Mit Esbjerg gewann sie 2023 und 2024 die dänische Meisterschaft sowie 2021 und 2022 den dänischen Pokal.

### In der Nationalmannschaft
Møller absolvierte insgesamt 32 Länderspiele für die dänische Jugendnationalmannschaft, in denen sie 81 Tore warf. Mit dieser Auswahlmannschaft nahm sie an der U-17-Europameisterschaft 2017 und an der U-18-Weltmeisterschaft 2018 teil. Daraufhin bestritt Møller 17 Partien für die dänische Juniorinnennationalmannschaft, für die sie bei der U-19-Europameisterschaft 2019 auflief.
Møller wurde bei der Weltmeisterschaft 2021 vom dänischen Nationaltrainer Jesper Jensen nachnominiert, nachdem sich Mia Rej im ersten Spiel schwer verletzt hatte. Im Vorrundenspiel gegen die Republik Kongo lief Møller erstmals für die dänische A-Nationalmannschaft auf und erzielte einen Treffer. Am Turnierende gewann sie die Bronzemedaille. Ein Jahr später unterlag sie mit Dänemark das Finale der Europameisterschaft gegen Norwegen. Møller erzielte im gesamten Turnier neun Treffer. Bei den Olympischen Spielen in Paris gewann sie die Bronzemedaille. Im selben Jahr gewann sie eine weitere Silbermedaille bei der Europameisterschaft.